# Lindley, New York
Lindley är en kommun (town) i Steuben County i delstaten New York. Vid 2020 års folkräkning hade Lindley 1 813 invånare.